# C級駆逐艦 (3代)
C級駆逐艦（英語: C-class destroyer）はイギリス海軍の駆逐艦の艦級。1941年・1942年度戦時予算に基づく第11〜14次戦時急造艦隊として、Ca級・Ch級・Co級・Cr級の4グループ32隻が建造され、1944年から1945年にかけて就役した。

## 来歴
第二次世界大戦の勃発を受けてイギリス海軍は戦時緊急計画を発動し、駆逐艦の急造に着手した。まず、1940-1年度計画で建造を予定していた中間的駆逐艦（J級に準じた設計）の建造を前倒ししてO級・P級が建造されたのち、新しい戦時要求の反映や急造に適応した設計への変更が図られ、Q級・R級・S級・T級と、1940年度戦時予算のもとで、6次にわたる戦時急造艦隊の建造が進められた。
1941年2月、1941年度戦時予算では、更に5次にわたる戦時急造艦隊の建造が盛り込まれることとなった。U級・V級・W級・Z級に続き、最後の1941年度艦たる第5陣（戦時急造艦隊としての通算では第11陣）として、1942年2月16日に発注されたのがCa級である。
そして1942年度戦時予算では、戦時急造艦隊の掉尾を飾る艦として、3グループ24隻が建造されることとなった。これがCh級・Co級・Cr級である。

## 設計
基本的にはZ級の準同型艦であり、J級以来の単煙突・船首楼型という船型のほか、Q級で導入された燃料搭載量の増大や復原性の改善、艦尾のトランサム・スターン、またS級で導入されたトライバル級と同様の艦首形状も踏襲された。
機関もQ級・R級以来の構成が踏襲され、アドミラルティ式3胴型水管ボイラー（蒸気圧力300 lbf/in2 (21 kgf/cm2)、温度332.2℃）、パーソンズ式オール・ギヤード・タービンによる2軸推進、出力40,000馬力である。

## 装備

### センサー
イギリス海軍では、1940年7月よりレーダーの艦載運用に着手してきた。しかしこの画期的なセンサーから得られる膨大な情報を適切に作戦行動に反映するためには、艦内組織にも変革が求められた。まず導入されたのが、レーダーを含む目標情報を集中処理する区画としてのAIO（Action Information Organisation）であった。これはバトル・オブ・ブリテンでの国土防空に成果を上げたフィルター・ルーム・コンセプトに範を取ったものであり、またアメリカ海軍のCIC（Combat Information Center）と軌を一にしたものでもあった。また、特に高精度の293型レーダーの実用化に伴い、これで捕捉した目標情報を射撃指揮に直接活用するためのTIU-2（Target Indication Unit）も開発され、1944年6月以降の竣工艦で装備されるようになり、その専用区画としてTIRが設置された。そしてまた、通信・通信傍受情報を処理するQD区画も実装されるようになっていった。
本級は、戦時急造艦隊としては初めて、これらの情報処理システムを完全に実装した艦級となり、このために第二次世界大戦直後、15型・16型のような大規模改修が実現するまでの間は、他の戦時急造艦隊よりも優れた艦として扱われていた。ただしCa級のうち、1944年7月以前に竣工した「カンブリアン」「カプリス」「カサンドラ」ではAIOのみの装備となった。

### 武器システム
艦砲としては、Z級で装備化された45口径11.4cm砲（QF 4.5インチ砲Mk.IV）と、最大仰角55度の単装砲架であるCP Mk.Vの組み合わせが踏襲された。また射撃指揮装置もZ級と同様に「Kタワー」ことK Mk.I方位盤が搭載され、方位盤から油圧サーボ弁を操作しての砲架の遠隔操縦が可能とされた。そしてCh級以降では、イギリス初の完全な両用方位盤であるMk.VI DCTが搭載された。また戦後、Ca級でもデアリング級と同じMk.6M方位盤への換装が行われた。
近距離用の対空兵器としては、S級以降標準となったヘイズメイヤー式のFCS連動56口径40mm連装機銃1基が基本構成とされていたが、「カプリス」では56口径40mm連装機銃のかわりに39口径40mm4連装機銃（2ポンド・ポンポン砲）を搭載した。またこれを補完するため、Ca級のうち「カッサンドラ」以外の艦は39口径40mm単装機銃を、Ch級では「チーフテン」「シバラス」「チャイルダース」は56口径40mm単装機銃を、Co級では「コメット」は70口径20mm連装機銃2基と70口径20mm単装機銃2基を、「コンコード」「コーマス」「コンソート」は56口径40mm単装機銃2基を、それ以外の艦は39口径40mm単装機銃2基を搭載した。
なお対艦兵器としては21インチ4連装魚雷発射管2基が予定されていたが、Ch級以降では、Mk.VI DCT方位盤を搭載するための代償重量として、4連装魚雷発射管は1基のみとなった。

## 同型艦
C級駆逐艦は一個小艦隊（Flotilla）を編成する8隻毎に1バッチとして発注され、その8隻のうちの2隻は駆逐艦戦隊（Squadron）を率いる嚮導駆逐艦とされた。
また、それまでのイギリス海軍の嚮導駆逐艦は、艦名に海軍軍人の名を用いる慣例があったが、本級からはその慣例はなくなった。
※印付きの艦は、嚮導駆逐艦を表す。

### Ca級

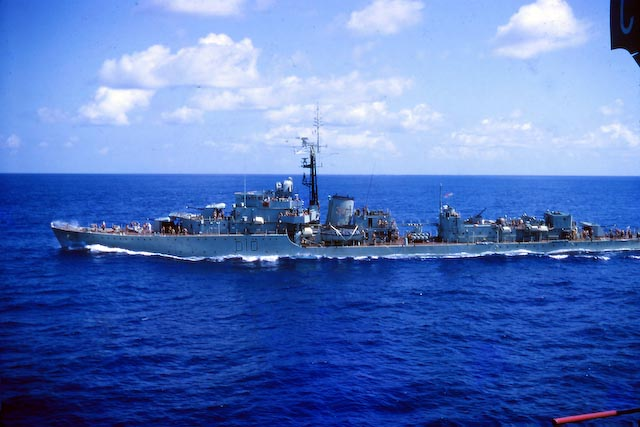
近代化改修後の「カサンドラ」(1964年撮影)
閉鎖化された艦橋と、後部に追加された上部構造物に注目

Ca級は、終戦近くに就役しており、終戦後間もなく予備役編入された。1953年から1960年にかけて以下の近代化改修が行われた。
- 3番砲塔（X砲塔）を、スキッド対潜迫撃砲×2基に換装。
- 後部の4連装魚雷発射管と爆雷を撤去。
- 残る3基の砲塔に、遠隔機力操作機能を付与。
- 2連装ボフォース40mm機関砲を新型のMk5連装砲架に換装。
- 艦橋を、12型フリゲートと同型の閉鎖式艦橋に改修（「シーザー」「カンブリアン」「カプリス」「カサンドラ」のみ）

さらに1963年には、「キャヴァリア」と「カプリス」に限り、GWS-20 シーキャットPDMSの4連装発射機を1基追加した。
Ca級は1960年代後半から1970年代前半に退役したが、「キャヴァリア」のみが1977年10月よりケント州チャタムのチャタム工廠にて博物館船として展示されている。
| #       | 艦名                                | 造船所                                  | 起工            | 進水            | 就役            | その後                                                                   |
| ------- | ----------------------------------- | --------------------------------------- | --------------- | --------------- | --------------- | ------------------------------------------------------------------------ |
| R01 D10 | カプリス HMS Caprice                | ヤーロウ、 スコッツタウン造船所         | 1942年 9月28日  | 1943年 9月16日  | 1944年 4月5日   | 1959年に近代化改修実施、1973年退役、1979年に解体。                       |
| R62 D10 | カサンドラ HMS Cassandra            | ヤーロウ、 スコッツタウン造船所         | 1943年 1月3日   | 1943年 11月29日 | 1944年 7月28日  | 1960年に近代化改修実施、1966年1月退役、1967年に解体。                    |
| R07 D07 | シーザー※ HMS Caesar                | ジョン・ブラウン、 クライドバンク造船所 | 1943年 4月3日   | 1944年 2月14日  | 1944年 10月5日  | 1957年-1960年に近代化改修実施、1965年6月退役、1967年に解体。             |
| R15 D15 | キャヴェンディッシュ※ HMS Cavendish | ジョン・ブラウン、 クライドバンク造船所 | 1943年 5月19日  | 1944年 4月12日  | 1944年 12月13日 | 1956年に近代化改修実施、1964年退役、1967年に解体。                       |
| R85 D85 | カンブリアン HMS Cambrian           | スコッツ、 グリーノック造船所           | 1942年 8月14日  | 1943年 12月10日 | 1944年 7月14日  | 1963年に近代化改修実施、1968年12月退役、1971年に解体。                   |
| R30 D30 | カロン HMS Carron                   | スコッツ、 グリーノック造船所           | 1942年 11月26日 | 1944年 3月28日  | 1944年 11月6日  | 1955年8月に近代化改修実施、1963年に練習艦に転用、1967年に解体。          |
| R25 D25 | カリスフォート HMS Carysfort        | J・サミュエル・ホワイト、 カウズ造船所  | 1943年 5月12日  | 1944年 7月25日  | 1945年 2月20日  | 1956年に近代化改修実施、1969年2月退役、1970年に解体。                    |
| R73 D73 | キャヴァリア HMS Cavalier           | J・サミュエル・ホワイト、 カウズ造船所  | 1943年 2月28日  | 1944年 4月7日   | 1944年 11月22日 | 1957年に近代化改修実施、1972年7月退役 1977年10月より博物館船として展示。 |

### Ch級

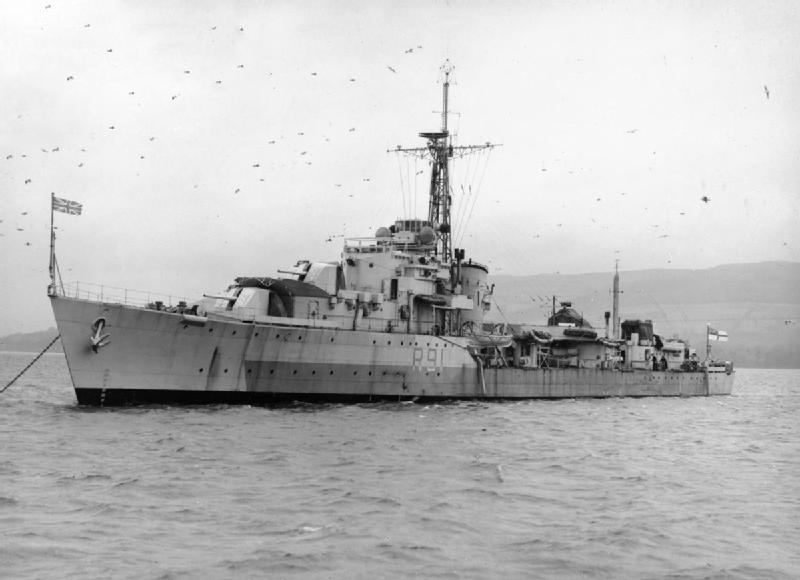
「チルダース」。1945年12月撮影。

Ch級は1943年に起工されたが、8隻とも就役は日本の降伏後であったため、実戦投入前にWW2は終戦となった。
1950年代に2隻がパキスタン海軍に売却されたが、うち1隻が第三次印パ戦争においてインド海軍のミサイル艇の攻撃により大破し、沈没こそ免れたものの解体された。
| #   | 艦名                       | 造船所                                             | 起工            | 進水            | 就役            | その後 |
| --- | -------------------------- | -------------------------------------------------- | --------------- | --------------- | --------------- | --- |
| R52 | チャプレト HMS Chaplet     | ソーニクロフト、 ウールストン造船所                | 1943年 4月29日  | 1944年 7月18日  | 1945年 8月24日  | 1961年退役、1965年スクラップとして売却 |
| R29 | チャリティ HMS Charity     | ソーニクロフト、 ウールストン造船所                | 1943年 7月9日   | 1944年 11月30日 | 1945年 11月19日 | 1958年12月16日付でパキスタン海軍へ移管され「シャー・ジャハーン（PNS Shar Jehan）」に改名。 第三次印パ戦争中の1971年12月4日、カラチ沖にてインド艦隊を迎撃し交戦。 この際、インド海軍のミサイル艇の攻撃を受け大破、解体される。 |
| R61 | チェッカーズ※ HMS Chequers | スコッツ、 グリーノック造船所                      | 1943年 5月4日   | 1944年 10月30日 | 1945年 9月28日  | 1964年退役、1966年に解体 |
| R36 | チーフテン HMS Chieftain   | スコッツ、 グリーノック造船所                      | 1943年 6月27日  | 1945年 2月26日  | 1946年 3月7日   | 1961年に解体 |
| R51 | シェヴロン HMS Chevron     | アレクサンダー・ スティーブンス、 リンソース造船所 | 1943年 3月18日  | 1944年 2月23日  | 1945年 8月23日  | ロサイスにて宿泊艦として使用、1969年に解体。 |
| R90 | チェヴィオット HMS Cheviot | アレクサンダー・ スティーブンス、 リンソース造船所 | 1943年 4月27日  | 1944年 5月2日   | 1945年 12月11日 | 1960年よりロサイスにて港湾練習艦として運用。1962年に解体。 |
| R91 | チルダース※ HMS Childers   | ウィリアム・デニー、 ダンバートン造船所            | 1943年 11月27日 | 1945年 2月27日  | 1945年 12月19日 | 1958年退役、1963年に解体。 |
| R21 | シヴァリス HMS Chivalrous  | ウィリアム・デニー、 ダンバートン造船所            | 1943年 11月27日 | 1945年 6月22日  | 1946年 5月13日  | 1954年6月29日付でパキスタン海軍へ移管。「ティムール（PNS Taimur）」に改名。 1961年に解体。 |

### Co級

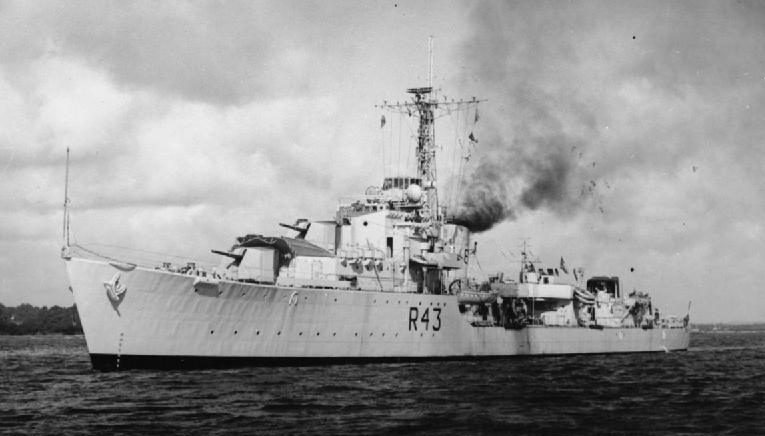
「コーマス」(1946年6月28日撮影)

Co級はCh級と同様に1943年に起工されたが、その就役はWW2終戦に間に合わなかったため、WW2には参加していない。
本級はCa級と同様に全艦がイギリス海軍で運用され、外国への譲渡は行われなかったが、1950年代末から1960年代初めに退役した。
| #   | 艦名                        | 造船所                          | 起工            | 進水            | 就役            | その後                                                        |
| --- | --------------------------- | ------------------------------- | --------------- | --------------- | --------------- | ------------------------------------------------------------- |
| R43 | コーマス HMS Comus          | ヤーロウ                        | 1943年 8月21日  | 1945年 3月14日  | 1946年 7月8日   | 1958年スクラップとして売却                                    |
| R63 | コンコード HMS Concord      | ソーニクロフト                  | 1943年 11月18日 | 1945年 5月14日  | 1946年 12月20日 | ロサイスにて停泊練習艦として運用。 1962年スクラップとして売却 |
| R12 | コンテスト HMS Contest      | J・サミュエル・ ホワイト        | 1943年 11月1日  | 1944年 12月16日 | 1945年 11月9日  | 1960年スクラップとして売却                                    |
| R76 | コンソート HMS Consort      | アレクサンダー・ スティーブンス | 1943年 5月26日  | 1944年 10月19日 | 1946年 3月19日  | 1961年スクラップとして売却                                    |
| R34 | コッケード HMS Cockade      | ヤーロウ                        | 1943年 3月11日  | 1944年 3月7日   | 1945年 9月29日  | 1958年退役、1964年に解体                                      |
| R26 | コメット HMS Comet          | ヤーロウ                        | 1943年 6月14日  | 1944年 6月22日  | 1945年 6月6日   | 1958年退役、1962年に解体                                      |
| R71 | コンスタンス※ HMS Constance | ヴィッカース・ アームストロング | 1943年 3月18日  | 1944年 8月22日  | 1945年 12月31日 | 1956年スクラップとして売却                                    |
| R57 | コサック※ HMS Cossack       | ヴィッカース・ アームストロング | 1943年 3月18日  | 1944年 5月10日  | 1945年 9月4日   | 1961年スクラップとして売却                                    |

### Cr級
Cr級は1943年から1944年にかけて8隻が起工されたが、いずれも就役は日本の無条件降伏後であり、WW2に参加する機会はなかった。
また、就役前に6隻が外国（ノルウェーへ4隻、カナダへ2隻）へ譲渡されたほか、残る2隻も1958年にパキスタン海軍に譲渡された。
| 運用者         | #    | 艦名                           | 造船所                   | 起工            | 進水            | 就役            | その後                                                                                              |
| -------------- | ---- | ------------------------------ | ------------------------ | --------------- | --------------- | --------------- | --------------------------------------------------------------------------------------------------- |
| カナダ海軍     | R16  | クレセント※ HMCS Crescent      | ジョン・ブラウン         | 1943年 8月16日  | 1944年 7月20日  | 1945年 8月21日  | 1945年1月付でカナダ海軍へ貸与（1951年に売却）。 1953-56年に高速対潜フリゲートへ改修。1971年に解体。 |
| カナダ海軍     | R20  | クルセーダー※ HMCS Crusader    | ジョン・ブラウン         | 1943年 11月15日 | 1944年 10月5日  | 1945年 11月26日 | 1945年にカナダ海軍へ貸与（1951年供与）。 1960年1月15日退役、1964年スクラップとして売却。            |
| イギリス海軍   | R68  | クリスピン HMS Crispin         | J・サミュエル・ ホワイト | 1944年 2月1日   | 1945年 6月23日  | 1946年 7月10日  | 1958年3月18日付でパキスタン海軍へ移管。「ジャハーンジル（PNS Jahangir）」へ改名。 1982年に解体。    |
| イギリス海軍   | R82  | クレオール HMS Creole          | J・サミュエル・ ホワイト | 1944年 8月3日   | 1945年 11月22日 | 1946年 10月14日 | 1958年6月20日付でパキスタン海軍へ移管。「アラムジル（PNS Alamgir）」へ改名。 1982年に解体。         |
| ノルウェー海軍 | D305 | トロンハイム KNM «Trondheim»   | ヤーロウ                 | 1943年 10月26日 | 1944年 8月19日  | 1945年 11月30日 | 1945年にノルウェー海軍へ移管。 1961年に解体。                                                       |
| ノルウェー海軍 | D306 | スタヴァンゲル KNM «Stavanger» | ヤーロウ                 | 1944年 1月13日  | 1945年 2月12日  | 1946年 2月6日   | 1945年にノルウェー海軍へ移管。 1967年に解体。                                                       |
| ノルウェー海軍 | D304 | ベルゲン KNM «Bergen»          | スコッツ                 | 1943年 11月24日 | 1945年 8月6日   | 1946年 9月16日  | 1946年にノルウェー海軍へ移管。 1967年に解体。                                                       |
| ノルウェー海軍 | D303 | オスロ KNM «Oslo»              | スコッツ                 | 1944年 1月16日  | 1945年 12月19日 | 1947年 4月17日  | 1945年にノルウェー海軍へ移管。 1968年に解体。                                                       |